# Вулиці Тернополя
Станом на 1 серпня 2024 року в Тернополі є 6 майданів і площ, 6 бульварів, 2 проспекти, 276 вулиць і 13 провулків.
Розташування (мікрорайон) — розташування умовне, адже в Тернополі офіційно не прийнято положення про районування міста з детальним розмежуванням.
Сучасна офіційна назва — за «Реєстром назв вулиць та інших геонімів
(проспектів, бульварів, площ, провулків тощо)
Тернопільської міської територіальної громади», рішеннями сесій Тернопільської міської ради.

## Майдани, площі
| Назва за абеткою   | Розташування (мікрорайон) | Сучасна офіційна назва                                       | Радянська назва (1939—1941, 1944—1991) | За Польщі (1920—1939)                          | За Австро-Угорщини (1867—1918)                        |
| ------------------ | ------------------------- | ------------------------------------------------------------ | -------------------------------------- | ---------------------------------------------- | ----------------------------------------------------- |
| Волі               | Центр                     | Майдан Волі                                                  | Площа Свободи                          | Домініканська площа, Собєського площа (з 1899) | Торговиця, Домініканська площа, І. Мазепи (1918—1919) |
| Перемоги           | Дружба                    | Майдан Перемоги                                              | Площа Перемоги                         | (с. Загребелля)                                | (с. Загребелля)                                       |
| Привокзальний      | Центр                     | Привокзальний майдан                                         | Привокзальна площа                     | –                                              | –                                                     |
| Театральний        | Центр                     | Театральний майдан                                           | Театральна площа                       | пл. на вулиці Міцкевича                        | частина вулиці Панської, Міцкевича                    |
| Героїв Євромайдану | Центр                     | Площа Героїв Євромайдану, до 23 січня 2014 — майдан Мистецтв | Площа Ленінського Комсомолу            | торговиця збіжжям                              | –                                                     |

## Бульвари, проспекти
| Назва за абеткою | Розташування (мікрорайон) | Сучасна офіційна назва       | Радянська назва (1939—1941, 1944—1991)                     | За Польщі (1920—1939) | За Австро-Угорщини (1867—1918)                               |
| ---------------- | ------------------------- | ---------------------------- | ---------------------------------------------------------- | --- | ------------------------------------------------------------ |
| Вишневецького    | Аляска                    | бульвар Дмитра Вишневецького | Дружби народів                                             | – | –                                                            |
| Галицького       | Східний                   | бульвар Данила Галицького    | бульвар 50-річчя СРСР                                      | – | –                                                            |
| Куліша           | Сонячний                  | бульвар Пантелеймона Куліша  | Молодіжний бульвар                                         | – | –                                                            |
| Петлюри          | Сонячний, Тинда           | бульвар Симона Петлюри       | бульвар Возз'єднання                                       | – | –                                                            |
| Просвіти         | Дружба                    | бульвар Просвіти             | Надзбручанська (частково)                                  | – | –                                                            |
| Шевченка         | Центр                     | бульвар Тараса Шевченка      | Міцкевича, Сталіна (з 1948), бульвар Карла Маркса (з 1961) | Шевченка Тараса, бульв. (період ЗУНР), А. Міцкевича (за Польщі), Болєслава Хороброго (від суч. Універмагу до вул. Острозького, з 1925) | Панська Верхня + Панська + Панська Нижча, Міцкевича (з 1890) |
| Бандери          | Східний                   | проспект Степана Бандери     | Леніна (від залізничного мосту до Збаразького повороту)    | Смиковецька + Я. Тарновського (від сучасного Універмагу через залізничний міст і далі)                                                 | Смиковецька дорога + Я. Тарновського (частково)              |
| Злуки            | Сонячний                  | проспект Злуки               | Енергетична                                                | – | –                                                            |

## Вулиці, провулки
| Назва за абеткою          | Розташування (мікрорайон) | Сучасна офіційна назва                                                               | Радянська назва (1939-1941, 1944-1991)                                             | За Польщі (1920-1939) | За Австро-Угорщини (1867-1918)                                           |
| ------------------------- | ------------------------- | ------------------------------------------------------------------------------------ | ---------------------------------------------------------------------------------- | --- | ------------------------------------------------------------------------ |
| 15 Квітня                 | Сонячний, Тинда           | 15 Квітня                                                                            | Збаразьке шосе, 15 Квітня                                                          | Збаразьке шосе | –                                                                        |
| Багата                    | Центр                     | Багата                                                                               | Багата                                                                             | Багата | Багата                                                                   |
| Балея                     | Канада                    | Степана Балея                                                                        | Робітнича                                                                          | – | –                                                                        |
| Барвінських               | Центр                     | Родини Барвінських                                                                   | 8 Березня                                                                          | Ф. Погорецького | Раціборського, Ф. Погорецького                                           |
| Безкоровайного            | Старий парк               | Василя Безкоровайного                                                                | Мічуріна                                                                           | – | –                                                                        |
| Бенцаля                   | Кутківці                  | Миколи Бенцаля                                                                       | –                                                                                  | – | –                                                                        |
| Березова                  | Новий Світ                | Березова                                                                             | Березова                                                                           | Березова | –                                                                        |
| Білецька                  | Новий Світ                | Білецька                                                                             | Білецька, Набережна                                                                | Білецька | Білецька                                                                 |
| Білогірська               | Оболоня                   | Білогірська                                                                          | Білогірська                                                                        | Білогірська | Білогірська                                                              |
| Блажкевич                 | Дружба                    | Іванни Блажкевич, до 11 липня 2022 року — Макаренка                                  | Макаренка                                                                          | – | –                                                                        |
| Богуна                    | Східний                   | Івана Богуна                                                                         | Богуна                                                                             | – | –                                                                        |
| Бойківська                | Канада                    | Бойківська                                                                           | О. Невського-бічна (буд. від № 9а і № 33б до № 42 і № 43)                          | – | –                                                                        |
| Бойчуків                  | Сонячний                  | Братів Бойчуків                                                                      | С. Вургуна                                                                         | – | –                                                                        |
| Болюха                    | Кутківці                  | Василя Болюха                                                                        | Радгоспна                                                                          | (Кутківці) | (Кутківці)                                                               |
| Бордуляка                 | Старий парк               | Тимотея Бордуляка                                                                    | Бордуляка, Холодна                                                                 | Холодна | –                                                                        |
| Батьківського             | Кутківці                  | Петра Батьківського, до 11 липня 2022 року — Бригадна (за винятком будинків №№12-26) | Бригадна                                                                           | (Кутківці) | –                                                                        |
| Броварна                  | Новий Світ                | Броварна                                                                             | Коженьовського, Дзержинського                                                      | Броварна, Коженьовського | Броварна                                                                 |
| Броварний                 | Новий Світ                | Броварний, пров.                                                                     | Дзержинського, пров.                                                               | |                                                                          |
| Бродівська                | Промисловий               | Бродівська                                                                           | Бродського, Заводська                                                              | Бродська | Бродська                                                                 |
| Бриковича                 | Дружба                    | Ілярія Бриковича, до 11 липня 2022 року — Достоєвського                              | Достоєвського                                                                      | (Загребелля) | (Загребелля)                                                             |
| Брюкнера                  | Центр                     | Олександра Брюкнера                                                                  | Чкалова, Кілінського                                                               | Кілінського | Кілінського                                                              |
| Будзиновського            | Канада                    | В'ячеслава Будзиновського                                                            | Крилова                                                                            | – | –                                                                        |
| Будного                   | Дружба, Оболоня           | Степана Будного                                                                      | Окружна                                                                            | – | –                                                                        |
| Вагилевича                | Новий Світ                | Івана Вагилевича                                                                     | Пархоменка                                                                         | І. Вагилевича | І. Вагилевича                                                            |
| Валова                    | Центр                     | Валова                                                                               | Музейна                                                                            | Валова, А. Брюкнера | Валова                                                                   |
| Вербицького               | Канада                    | Михайла Вербицького                                                                  | Конєва                                                                             | – | –                                                                        |
| Вербова                   | Пронятин                  | Вербова                                                                              | Вербова                                                                            | (Пронятин) | (Пронятин)                                                               |
| Вертепна                  | Старий парк               | Вертепна                                                                             | Галицька-бічна                                                                     | Вертепна бічна | –                                                                        |
| Весела                    | Старий парк               | Весела                                                                               | Осипенко                                                                           | Весела, Жвірка | Весела                                                                   |
| Виговського               | Дружба                    | Івана Виговського                                                                    | Колгоспна                                                                          | (Загребелля) | (Загребелля)                                                             |
| Винниченка                | Дружба                    | Володимира Винниченка                                                                | Карпенка (буд. №№ 1-14)                                                            | – | –                                                                        |
| Вишнева                   | Кутківці                  | Вишнева                                                                              | Вишнева                                                                            | Від ставу | (Кутківці)                                                               |
| Віконської                | Кутківці                  | Дарії Віконської, до 11 липня 2022 року — Агрономічна                                |                                                                                    | (Кутківці) | (Кутківці)                                                               |
| Вільхова                  | Новий Світ                | Вільхова                                                                             | Ольхова                                                                            | Ольхова | –                                                                        |
| Вітовського               | Канада                    | Дмитра Вітовського                                                                   | Галана                                                                             | – | –                                                                        |
| Волинська                 | Дружба                    | Волинська                                                                            | Волинська                                                                          | – | –                                                                        |
| Володимира Великого       | Аляска                    | Володимира Великого                                                                  | Мануїльського                                                                      | – | –                                                                        |
| Вояків дивізії «Галичина» | Старий парк               | Вояків дивізії «Галичина», до 18 вересня 2003 року — Довга                           | Пунтшерта, Громова, Куйбишева                                                      | Л. Пунтшерта | Довга + Городня, Л. Пунтшерта (з 1905)                                   |
| Гавдиди                   | Березовиця                | Івана Гавдиди, до 11 липня 2022 року — Гагаріна                                      | Гагаріна                                                                           | (Велика Березовиця) | –                                                                        |
| Гайова                    | Оболоня, Гаї              | Гайова                                                                               | Гайова                                                                             | Гайова | Гайова                                                                   |
| Гайова-бічна              | Оболоня, Гаї              | Гайова-бічна                                                                         |                                                                                    | |                                                                          |
| Галицька                  | Промисловий               | Галицька                                                                             | Вертепна, Галицька                                                                 | Вертепна | Вертепна                                                                 |
| Галицький                 | Промисловий               | Галицький, пров.                                                                     |                                                                                    | |                                                                          |
| Героїв Крут               | Східний                   | Героїв Крут (до 23 грудня 2010 — Генерала І. Черняховського)                         | Генерала Черняховського                                                            | – | –                                                                        |
| Героїв Чорнобиля          | Північний                 | Героїв Чорнобиля                                                                     |                                                                                    | – | –                                                                        |
| Гірняка                   | Березовиця                | Никифора Гірняка                                                                     |                                                                                    | |                                                                          |
| Глибока                   | Східний                   | Глибока                                                                              | Глибока                                                                            | Глибока | Глибока                                                                  |
| Глибока Долина            | Кутківці                  | Глибока Долина                                                                       | Глибока Долина                                                                     | (Кутківці) | (Кутківці)                                                               |
| Глибочанська              | Пронятин                  | Глибочанська                                                                         | Глибочанська                                                                       | (Пронятин) | (Пронятин)                                                               |
| Глиняна                   | Східний                   | Глиняна                                                                              | Глиняна, Радянська                                                                 | Глиняна | Глиняна                                                                  |
| Гнатюка                   | Новий Світ                | Академіка Володимира Гнатюка                                                         | Горького                                                                           | Св. Станіслава | Св. Станіслава                                                           |
| Гніздовського             | Новий Світ                | Якова Гніздовського                                                                  | Ленінградська                                                                      | В. н. | –                                                                        |
| Гоголя                    | Центр                     | Миколи Гоголя                                                                        | Гоголя                                                                             | Студена Нижча, К. Уєйського | Студена Нижча                                                            |
| Головацького              | Новий Світ                | Якова Головацького                                                                   | 17 Вересня                                                                         | Я. Матейка | Я. Матейка                                                               |
| Голояда                   | Пронятин                  | Павла Голояда                                                                        | –                                                                                  | – | –                                                                        |
| Голубовича                | Березовиця                | Сидора Голубовича                                                                    |                                                                                    | |                                                                          |
| Горбачевського            | Новий Світ                | Івана Горбачевського                                                                 | Пролетарська                                                                       | Карпінського | –                                                                        |
| Городна                   | Старий парк               | Городна                                                                              | Огородова                                                                          | Старо-Збаразька (частково), Городня бічна | Старо-Збаразька (частково)                                               |
| Грабовського              | Дружба                    | Павла Грабовського                                                                   | Грабовського                                                                       | – | –                                                                        |
| Гребінки                  | Оболоня                   | Євгена Гребінки                                                                      | Гребінки                                                                           | – | –                                                                        |
| Громницького              | Дружба                    | Володимира Громницького                                                              | Надзбручанська                                                                     | – | –                                                                        |
| Грушевського              | Центр                     | Михайла Грушевського                                                                 | Київська, Шевченка                                                                 | Свято-Янівська, С. Конарського | Свято-Янівська                                                           |
| Гузара                    | Сонячний                  | Патріарха Любомира Гузара, до 11 липня 2022 року — Чалдаєва                          | Чалдаєва                                                                           | – | –                                                                        |
| Гуцульська                | Канада                    | Гуцульська                                                                           | О. Невського-бічна (буд. від № 1 і № 2 до № 32 і № 33)                             | – | –                                                                        |
| Ґжицьких                  | Дружба                    | Братів Ґжицьких                                                                      | Свердлова                                                                          | (Загребелля) | (Загребелля)                                                             |
| Ґріґа                     | Новий Світ                | Едварда Ґріґа                                                                        | Гріга                                                                              | – | –                                                                        |
| Далека                    | Дружба                    | Далека                                                                               |                                                                                    | |                                                                          |
| Деповська                 | Східний                   | Деповська                                                                            | Деповська                                                                          | – | –                                                                        |
| Дівоча                    | Східний                   | Дівоча                                                                               | Дівоча, Орджонікідзе                                                               | Дівоча | Дівоча                                                                   |
| Дівочий                   | Східний                   | Дівочий, пров.                                                                       | Орджонікідзе, пров.                                                                | |                                                                          |
| Ділова                    | Новий Світ                | Ділова                                                                               | Ділова                                                                             | Ділова | –                                                                        |
| Дністрянського            | Східний                   | Станіслава Дністрянського                                                            | Нікітіна                                                                           | – | –                                                                        |
| Довбуша                   | Східний                   | Олекси Довбуша                                                                       | Довбуша                                                                            | В. н. | –                                                                        |
| Довженка                  | Східний                   | Олександра Довженка                                                                  | Ковпака                                                                            | – | –                                                                        |
| Доли                      | Центр                     | Доли                                                                                 | Доли                                                                               | Доли | Доли                                                                     |
| Дорошенка                 | Східний                   | Петра Дорошенка                                                                      | Комунальників                                                                      | – | –                                                                        |
| Драгоманова               | Дружба                    | Михайла Драгоманова                                                                  | Кооперативна, Волгоградська                                                        | – | –                                                                        |
| Дружби                    | Дружба                    | Дружби                                                                               | К. Маркса, Дружби, Пігорєва                                                        | (Загребелля) | (Загребелля)                                                             |
| Дубовецька                | Промисловий               | Дубовецька                                                                           | Дубовецька                                                                         | Дубовецька | Дубовецька                                                               |
| Енергетична               | Промисловий               | Енергетична                                                                          | 9 Січня                                                                            | – | –                                                                        |
| За Рудкою                 | Новий Світ                | За Рудкою                                                                            | Ю. Крашевського, Крупської                                                         | Ю. Крашевського | Нижча                                                                    |
| За Рудкою                 | Новий Світ                | За Рудкою, пров.                                                                     | Ю. Крашевського, Крупської, пров.                                                  | Ю. Крашевського | Нижча                                                                    |
| Загребельна               | Дружба                    | Загребельна                                                                          | Загребельна                                                                        | – | –                                                                        |
| Заміська                  | Канада                    | Заміська                                                                             |                                                                                    | |                                                                          |
| Замкова                   | Центр                     | Замкова                                                                              | Суворова                                                                           | Ринок + Тиха + площа Собєського | Ринок + Тиха + Домініканська площа                                       |
| Замонастирська            | Оболоня                   | Замонастирська                                                                       | За Монастирем, Гвардійська                                                         | За Монастирем | За Монастирем                                                            |
| Замонастирський           | Оболоня                   | Замонастирський, пров.                                                               | Гвардійський, пров.                                                                | |                                                                          |
| Зарічна                   | Пронятин                  | Зарічна                                                                              | Зарічна                                                                            | (Пронятин) | (Пронятин)                                                               |
| Захисників України        | Сонячний                  | Захисників України, до 11 липня 2022 року — Пушкіна                                  | Пушкіна                                                                            | – | –                                                                        |
| Збаразька                 | Промисловий               | Збаразька                                                                            | Збаразька                                                                          | Старо-Збаразька | Старо-Збаразька                                                          |
| Збаразький                | Промисловий               | Збаразький, пров.                                                                    |                                                                                    | |                                                                          |
| Зелена                    | Старий парк               | Зелена                                                                               | Зелена                                                                             | Зелена | Зелена                                                                   |
| Золотогірська             | Кутківці                  | Золотогірська                                                                        | Бригадна                                                                           | (Кутківці) | –                                                                        |
| Іллєнка                   | Північний                 | Юрія Іллєнка                                                                         | –                                                                                  | – | –                                                                        |
| Калинова                  | Пронятин                  | Калинова                                                                             | Калинова                                                                           | (Пронятин) | (Пронятин)                                                               |
| Камінна                   | Центр                     | Камінна                                                                              | Костюшка, «Правди» (частково)                                                      | Т. Косцюшка (частково) | Камінна, Т. Косцюшка (з 1894)                                            |
| Канадська                 | Канада                    | Канадська                                                                            | Цілинна                                                                            | – | –                                                                        |
| Кармелюка                 | Новий Світ                | Устима Кармелюка                                                                     | Кармелюка                                                                          | – | –                                                                        |
| Карпенка                  | Дружба                    | Миколи Карпенка                                                                      | Карпенка (кінець)                                                                  | – | –                                                                        |
| Качали                    | Центр                     | Степана Качали                                                                       | Міцкевича                                                                          | о. Качали | Старо-Збаразька (частково), о. Качали                                    |
| Квітки Цісик              | Старий парк               | Квітки Цісик (до 11 липня 2022 року — М. Ломоносова)                                 | Ломоносова                                                                         | – | –                                                                        |
| Квітова                   | Старий парк               | Квітова                                                                              | Квітова                                                                            | Квітова | (Кападоція)                                                              |
| Київська                  | Сонячний                  | Київська                                                                             | Київська                                                                           | – | –                                                                        |
| Клима Савура              | Східний                   | Клима Савури                                                                         | Маршала Жукова                                                                     | – | –                                                                        |
| Клінічна                  | Старий парк               | Клінічна                                                                             | Клінічна                                                                           | – | –                                                                        |
| Козацька                  | Березовиця                | Козацька                                                                             | Петровського                                                                       | (Велика Березовиця) | –                                                                        |
| Коллонтая                 | Оболоня                   | Гуго Коллонтая                                                                       | Енґельса Фрідріха                                                                  | |                                                                          |
| Коновальця                | Канада                    | Євгена Коновальця                                                                    | Пензенська, Кантемирівців                                                          | – | –                                                                        |
| Коперника                 | Центр                     | Миколая Коперника                                                                    | Коперніка                                                                          | М. Коперніка | Студена, Стрілецька, Реальна, М. Коперніка                               |
| Корольова                 | Сонячний, Тинда           | Сергія Корольова                                                                     | Академіка Корольова                                                                | – | –                                                                        |
| Короля                    | Дружба                    | Сергія Короля, до 13 грудня 2024 року — Бережанська                                  | Бережанська                                                                        | (Загребелля) | –                                                                        |
| Котляревського            | Новий Світ                | Івана Котляревського                                                                 | Котляревського                                                                     | І. Котляревського | Середня                                                                  |
| Коцюбинського             | Старий парк               | Михайла Коцюбинського                                                                | Коцюбинського                                                                      | В. Лучаківського | В. Лучаківського                                                         |
| Кривоноса                 | Дружба                    | Максима Кривоноса                                                                    | Максименка                                                                         | – | –                                                                        |
| Крушельницької            | Центр, Новий Світ         | Соломії Крушельницької                                                               | Сенкевича, Крушельницької                                                          | Г. Сенкевича | Г. Сенкевича                                                             |
| Кульчицької               | Центр                     | Олени Кульчицької                                                                    | Комсомольська                                                                      | Пасаж Адлера | Пасаж Адлера (з 1898)                                                    |
| Купчинського              | Сонячний, Тинда           | Романа Купчинського                                                                  | Ворошилова                                                                         | – | –                                                                        |
| Куток                     | Дружба                    | Куток                                                                                | Куток                                                                              | (Загребелля) | (Загребелля)                                                             |
| Лемківська                | Канада                    | Лемківська                                                                           | О. Невського-бічна (буд. від № 46 і № 47 до № 62 і № 85)                           | – | –                                                                        |
| Леонтовича                | Старий парк               | Миколи Леонтовича, до 11 липня 2022 року — Глінки                                    | Глінки                                                                             | Весела Бічна | Весела Бічна                                                             |
| Лепкого                   | Сонячний                  | Богдана Лепкого                                                                      | Затонського                                                                        | – | –                                                                        |
| Лесі Українки             | Східний                   | Лесі Українки                                                                        | Лесі Українки                                                                      | – | –                                                                        |
| Леся Курбаса              | Аляска                    | Леся Курбаса                                                                         | Леся Курбаса                                                                       | – | –                                                                        |
| Липницького               | Північний                 | Миколи Липницького                                                                   | –                                                                                  | – | –                                                                        |
| Липова                    | Центр                     | Липова                                                                               | Липова                                                                             | Липова | Липова                                                                   |
| Лисенка                   | Старий парк               | Миколи Лисенка                                                                       | Лисенка                                                                            | М. Лисенка | М. Лисенка                                                               |
| Листопадова               | Центр                     | Листопадова                                                                          | Жовтнева                                                                           | Листопадова (на честь проголошення ЗУНР, так називалася до 1919), 29 листопада (за Польщі)                                                                                 | Костельна                                                                |
| Лісова                    | Кутківці                  | Лісова                                                                               | Лісна                                                                              | (Кутківці) | (Кутківці)                                                               |
| Лозовецька                | Промисловий               | Лозовецька                                                                           | Лозовецька                                                                         | Лозовецька | Лозовецька                                                               |
| Лукіяновича               | Промисловий               | Дениса Лукіяновича                                                                   | Паустовського                                                                      | – | –                                                                        |
| Лучаковського             | Дружба                    | Володимира Лучаковського, до 11 липня 2022 року — Лучаківського                      | Надзбручанська (частково)                                                          | – | –                                                                        |
| Львівська                 | Дружба                    | Львівська                                                                            | Львівська                                                                          | (Загребелля) | (Загребелля)                                                             |
| Мазепи                    | Дружба                    | Івана Мазепи                                                                         | Львівська, Перемоги                                                                | (Загребелля) | (Загребелля)                                                             |
| Малишка                   | Східний                   | Андрія Малишка                                                                       | Нижня-Сонячна, Малишка                                                             | – | –                                                                        |
| Манастирського            | Східний                   | Антіна Манастирського                                                                | Мостова бічна, (від буд. № 17, №20 до перехрестя вул. Слівенської і Лесі Українки) | Мостова бічна | Мостова бічна                                                            |
| Марка Вовчка              | Старий Парк               | Марка Вовчка                                                                         | М. Вовчка                                                                          | – | –                                                                        |
| Медобірна                 | Пронятин                  | Медобірна                                                                            | Медобірна                                                                          | (Пронятин) | (Пронятин)                                                               |
| Медова                    | Центр                     | Медова                                                                               | Медова                                                                             | Медова | Медова                                                                   |
| Межова                    | Новий Світ                | Межова                                                                               | Гранична                                                                           | Гранична | –                                                                        |
| Мєшковського              | Східний                   | Євгена Мєшковського, до 11 липня 2022 року — Л. Толстого                             | Л. Толстого                                                                        | – | –                                                                        |
| Микулинецька              | Березовиця                | Микулинецька                                                                         | Микулинецька, Генерала Людникова                                                   | Микулинецька | Микулинецька, Буковинська дорога                                         |
| Микулинецька-бічна        | Березовиця                | Микулинецька-бічна                                                                   |                                                                                    | |                                                                          |
| Микулинецький             | Березовиця                | Микулинецький, пров.                                                                 |                                                                                    | |                                                                          |
| Мирна                     | Пронятин                  | Мирна                                                                                | Мирна                                                                              | (Пронятин) | (Пронятин)                                                               |
| Миру                      | Дружба                    | Миру                                                                                 | Миру                                                                               | – | –                                                                        |
| Михалевича                | Дружба                    | Миколи Михалевича                                                                    | П. Морозова                                                                        | (Загребелля) | (Загребелля)                                                             |
| Молодіжна                 | Березовиця                | Молодіжна                                                                            | Молодіжна                                                                          | (Велика Березовиця) | –                                                                        |
| Монюшка                   | Старий парк               | Станіслава Монюшка                                                                   | Монюшка                                                                            | С. Монюшка | С. Монюшка                                                               |
| Морозенка                 | Сонячний                  | Полковника Морозенка                                                                 | Об'їзна (від заводу «Оріон» до радіотехнікуму)                                     | – | –                                                                        |
| Мостова                   | Оболоня, Гаї              | Мостова                                                                              | Мостова                                                                            | Мостова | Мостова                                                                  |
| Мостова-бічна             | Оболоня, Гаї              | Мостова-бічна                                                                        |                                                                                    | |                                                                          |
| Мстислава                 | Центр                     | Патріарха Мстислава (донедавна — Зацерковна)                                         | Вузька + Зацерковна, Бугайченка (від вул. Руської до майдану Мистецтв)             | Вузька + Зацерковна | Вузька + Валова + Нижча + Зацерковна                                     |
| Набережна                 | Новий Світ                | Набережна                                                                            | Набережна бічна                                                                    | Студена | –                                                                        |
| Над Ставом                | Центр                     | Над Ставом                                                                           | Трудова, Над ставом                                                                | Старо-Фарна, В. Поля | Старо-Фарна                                                              |
| Над Яром                  | Канада                    | Над Яром                                                                             | Над Яром                                                                           | Над Яром | (Кападоція)                                                              |
| Надзбручанська            | Дружба                    | Надзбручанська                                                                       | Надзбручанська                                                                     | – | –                                                                        |
| Наливайка                 | Новий Світ                | Северина Наливайка                                                                   | Наливайка                                                                          | – | –                                                                        |
| Нечая                     | Новий Світ                | Данила Нечая                                                                         | Котовського                                                                        | Нємцевіча | Вища                                                                     |
| Низинна                   | Пронятин                  | Низинна                                                                              | Низинна                                                                            | (Пронятин) | (Пронятин)                                                               |
| Нова                      | Східний                   | Нова                                                                                 | Нова, Тітова                                                                       | Нова | –                                                                        |
| Новий Світ                | Новий Світ                | Новий Світ                                                                           | Новий Світ, Маршала Красовського                                                   | Новий Світ | Піша (частково)                                                          |
| Новий Світ-бічна          | Новий Світ                | Новий Світ-бічна                                                                     |                                                                                    | |                                                                          |
| Новосонячна               | Східний                   | Новосонячна                                                                          | Ново-Сонячна                                                                       | Ново-Сонячна | –                                                                        |
| Об'їзна                   |                           | Об'їзна                                                                              |                                                                                    | |                                                                          |
| Оболоня                   | Оболоня                   | Оболоня                                                                              | Оболоня + Окружка, Метрологічна + пров. Живова                                     | Оболоня + Окружна | –                                                                        |
| Овочева                   | Північний                 | Овочева                                                                              |                                                                                    | |                                                                          |
| Опільського               | Центр                     | Юліана Опільського                                                                   | Московська, Хрущова + Марата, Калініна                                             | П. Скарги + Берка Юзелевича | П. Скарги + Берка Юзелевича                                              |
| Орлика                    | Дружба                    | Пилипа Орлика                                                                        | Монтажників, Пустоварова                                                           | – | –                                                                        |
| Острозького               | Центр                     | Василя Костянтина Острозького                                                        | Островського                                                                       | Острозького Князя (з 1895 р.) | Микулинецька, Буковинська дорога, К. Острозького                         |
| Паращука                  | Центр                     | Михайла Паращука                                                                     | К. Лібкнехта, Фрунзе                                                               | Бабада | В. н.                                                                    |
| Паркова                   | Старий парк               | Паркова                                                                              | Паркова, Ігначова                                                                  | В. Мандля | Агенора Вища, В. Мандля                                                  |
| Пелиха                    | Північний                 | Ігоря Пелиха                                                                         | –                                                                                  | – | –                                                                        |
| Перля                     | Оболоня                   | Йозефа Перля                                                                         | К. Маркса, пров. Островського                                                      | В. н. | –                                                                        |
| Петриківська              | Дружба                    | Петриківська                                                                         | Петриківська                                                                       | Петриківська | –                                                                        |
| Петрушевича               | Старий парк               | Євгена Петрушевича                                                                   | Паркова, Алея Паркова                                                              | Алея Паркова | В. н.                                                                    |
| Пирогова                  | Центр                     | Миколи Пирогова                                                                      | Шевченка, Пирогова                                                                 | Т. Шевченка + Ленартовича | Т. Шевченка + Ленартовича                                                |
| Південна                  | Дружба                    | Південна                                                                             | Південна                                                                           | – | –                                                                        |
| Північна                  | Старий парк               | Північна                                                                             | Північна                                                                           | Північна | –                                                                        |
| Підгірна                  | Кутківці                  | Підгірна                                                                             | Підгірна                                                                           | (Кутківці) | (Кутківці)                                                               |
| Підгородня                | Старий парк               | Підгородня                                                                           | Підгородня                                                                         | Підгородня | –                                                                        |
| Підкови                   | Східний                   | Івана Підкови                                                                        | Кутузова                                                                           | – | –                                                                        |
| Підкови                   | Східний                   | Івана Підкови, пров.                                                                 | Кутузова пров.                                                                     | – | –                                                                        |
| Піскова                   | Східний                   | Піскова                                                                              | Пісочна                                                                            | Пісочна | –                                                                        |
| Подільська                | Східний                   | Подільська                                                                           | Подільська                                                                         | – | –                                                                        |
| Покрови                   | Кутківці                  | Покрови, до 11 липня 2022 — Бригадна (будинки №№12-26)                               | Бригадна                                                                           | (Кутківці) | –                                                                        |
| Поліська                  | Промисловий               | Поліська                                                                             | Каховська                                                                          | – | –                                                                        |
| Польова                   | Східний                   | Польова                                                                              | Польна                                                                             | Польна | –                                                                        |
| Польового                 | Канада                    | Омеляна Польового                                                                    | О. Невського                                                                       | – | –                                                                        |
| Приміська                 | Кутківці                  | Приміська                                                                            | Приміська                                                                          | (Кутківці) | (Кутківці)                                                               |
| Пришляка                  | Пронятин                  | Якова Пришляка                                                                       | –                                                                                  | – | –                                                                        |
| Проектна                  | Пронятин                  | Проектна                                                                             |                                                                                    | |                                                                          |
| Промислова                | Промисловий               | Промислова                                                                           | Промислова                                                                         | – | –                                                                        |
| Протасевича               | Східний                   | Тараса Протасевича                                                                   | Хмельницька, Протасевича                                                           | – | –                                                                        |
| Пулюя                     | Східний                   | Івана Пулюя                                                                          | Нахімова                                                                           | – | –                                                                        |
| Пушкаря                   | Березовиця                | Андрія Пушкаря                                                                       | –                                                                                  | – | –                                                                        |
| Рєпіна                    | Канада                    | Іллі Рєпіна                                                                          | Рєпіна                                                                             | – | –                                                                        |
| Рівна                     | Новий Світ                | Рівна                                                                                | Рівна                                                                              | Рівна | –                                                                        |
| Рудницького               | Старий парк               | Михайла Рудницького                                                                  | Жуковського                                                                        | – | –                                                                        |
| Руставелі                 | Промисловий               | Шоти Руставелі                                                                       | Руставелі                                                                          | – | –                                                                        |
| Руська                    | Центр                     | Руська                                                                               | Леніна (від Надставної церкви до залізничного мосту)                               | Руська (від сучасного морфологічного корпусу медуніверситету до універмагу), Львівська (від корпусу медуніверситету до Надставної церкви і далі) + Ринок + Я. Тарновського | Кам'янецька дорога, Львівська + Крамова (Ринок) + Смиковецька (до моста) |
| Сагайдачного              | Центр                     | Петра Конашевича-Сагайдачного                                                        | 1 Травня                                                                           | Сагайдачного (період ЗУНР), 3 Мая (за Польщі) | Гімназіяльна, 3 Мая (з 1891)                                             |
| Садова                    | Оболоня                   | Садова                                                                               | Садова                                                                             | – | –                                                                        |
| Садовий                   | Березовиця                | Садовий, пров.                                                                       |                                                                                    | |                                                                          |
| Самчука                   | Канада                    | Уласа Самчука                                                                        | Молодої Гвардії                                                                    | – | –                                                                        |
| Самчука-бічна             | Канада                    | Уласа Самчука-бічна                                                                  | Молодої Гвардії бічна                                                              | |                                                                          |
| Сахарова                  | Сонячний                  | Андрія Сахарова                                                                      | Радянської Конституції                                                             | – | –                                                                        |
| Симоненка                 | Сонячний                  | Василя Симоненка                                                                     | Симонова                                                                           | – | –                                                                        |
| Сімовича                  | Канада                    | Василя Сімовича                                                                      | Добролюбова                                                                        | – | –                                                                        |
| Сірка                     | Канада                    | Івана Сірка                                                                          | Чернишевського                                                                     | – | –                                                                        |
| Січинського               | Центр                     | Дениса Січинського                                                                   | Чапаєва                                                                            | у складі пл. Казімєжа | у складі пл. Казімєжа, Торговиця, Хлібна                                 |
| Січових Стрільців         | Центр                     | Січових Стрільців                                                                    | Будьонного, Ватутіна                                                               | Лелевеля | Нижча Стрілецька, Лелевеля                                               |
| Слівенська                | Східний                   | Слівенська                                                                           | Слівенська                                                                         | – | –                                                                        |
| Сліпака                   | Березовиця                | Василя Сліпака                                                                       | –                                                                                  | – | –                                                                        |
| Сліпого                   | Центр                     | Патріарха Йосифа Сліпого                                                             | З. Космодем'янської                                                                | Рейтана | Рейтана                                                                  |
| Словацького               | Центр                     | Юліуша Словацького                                                                   | Ю. Словацького, Ворошилова, Театральна                                             | Ю. Словацького | Старо-Збаразька (початок)                                                |
| Смакули                   | Сонячний                  | Олександра Смакули                                                                   |                                                                                    | |                                                                          |
| Сонячна                   | Східний                   | Сонячна                                                                              | Сонячна                                                                            | Сонячна | –                                                                        |
| Спадиста                  | Дружба                    | Спадиста                                                                             | Спадиста                                                                           | Спадиста | (Загребелля)                                                             |
| Спортивна                 | Промисловий               | Спортивна                                                                            |                                                                                    | |                                                                          |
| Стадникової               | Оболоня                   | Софії Стадникової                                                                    | Павлова                                                                            | Дороша (початок) | Дороша (початок)                                                         |
| Старий Поділ              | Центр                     | Старий Поділ, до 11 липня 2022 року — Танцорова                                      | Нижча-Подільська, Танцорова                                                        | Нижча-Подільська | Довга, Нижча-Подільська                                                  |
| Старий Ринок              | Центр                     | Старий Ринок                                                                         | Матросова + Фрунзе (частково)                                                      | Фарна + Старо-Шпитальна | Фарна + Старо-Шпитальна                                                  |
| Степова                   | Дружба                    | Степова                                                                              | Степова                                                                            | – | –                                                                        |
| Стефаника                 | Східний                   | Василя Стефаника                                                                     | Стефаника                                                                          | – | –                                                                        |
| Стецька                   | Центр                     | Ярослава Стецька                                                                     | Некрасова пров.                                                                    | Цвинтарна (частково) | Цвинтарна (частково)                                                     |
| Стрімка                   | Оболоня                   | Стрімка                                                                              | Строма, Некрасова пров.                                                            | Строма | Строма                                                                   |
| Студинського              | Березовиця                | Кирила Студинського                                                                  | Калініна                                                                           | (Велика Березовиця) | –                                                                        |
| Стуса                     | Сонячний, Тинда           | Василя Стуса                                                                         | Будьонного                                                                         | – | –                                                                        |
| Тарнавського              | Сонячний                  | Мирона Тарнавського                                                                  | Примакова                                                                          | – | –                                                                        |
| Татарська                 | Східний                   | Татарська                                                                            | Татарська, Залізнична                                                              | Татарська | Татарська                                                                |
| Тбіліська                 | Дружба                    | Тбіліська                                                                            | Тбіліська                                                                          | – | –                                                                        |
| Текстильна                | Промисловий               | Текстильна                                                                           | Текстильна                                                                         | – | –                                                                        |
| Теліги                    | Новий Світ                | Олени Теліги, до 11 липня 2022 року — Чехова                                         | Чехова                                                                             | – | –                                                                        |
| Тернопільська             | Кутківці                  | Тернопільська                                                                        | Тернопільська                                                                      | (Кутківці) | (Кутківці)                                                               |
| Тиха                      | Оболоня                   | Тиха                                                                                 | Тиха                                                                               | Тиха | –                                                                        |
| Тісна                     | Дружба                    | Тісна                                                                                | Тісна                                                                              | (Загребелля) | (Загребелля)                                                             |
| Торговиця                 | Оболоня, Центр            | Торговиця, до 11 липня 2022 року — Живова                                            | Торговиця + Оболоня (нова ділянка), Живова                                         | Торговиця + Оболоня | Торговиця + На Оболоні                                                   |
| Транспортна               | Новий Світ                | Транспортна                                                                          | Транспортна                                                                        | – | –                                                                        |
| Тролейбусна               | Дружба                    | Тролейбусна                                                                          | Тролейбусна                                                                        | – | –                                                                        |
| Тютюнника                 | Старий парк               | Юрія Тютюнника                                                                       | Щорса                                                                              | С. Чарнецького | –                                                                        |
| Урожайна                  | Кутківці                  | Урожайна                                                                             | Врожайна                                                                           | За церквою | (Кутківці)                                                               |
| Фабрична                  | Промисловий               | Фабрична                                                                             | Фабрична                                                                           | – | –                                                                        |
| Федьковича                | Центр                     | Юрія Федьковича                                                                      | Ю. Федьковича                                                                      | Ю. Федьковича | Ю. Федьковича                                                            |
| Фестивальна               | Березовиця                | Фестивальна                                                                          | Фестивальна                                                                        | (Велика Березовиця) | –                                                                        |
| Франка                    | Центр                     | Івана Франка                                                                         | І. Франка                                                                          | «Сокола» | «Сокола», Стрілецька Вища                                                |
| Хліборобна                | Кутківці                  | Хліборобна                                                                           | Хліборобна                                                                         | (Кутківці) | (Кутківці)                                                               |
| Хмельницького             | Центр                     | Богдана Хмельницького                                                                | Я. Кохановського, Берії + Бродзінського, Кагановича, Б. Хмельницького              | Студена Середня, Бродзінського (від суч. вул. Руської до зал. вокзалу), Студена Вища + Кохановського (далі)                                                                | Студена (частково)                                                       |
| Холодний                  | Новий Світ                | Холодний, пров.                                                                      |                                                                                    | |                                                                          |
| Хоткевича                 | Промисловий               | Гната Хоткевича                                                                      | Птахокомбінатна                                                                    | – | –                                                                        |
| Хутір Анастазівка         | Західний                  | Хутір Анастазівка                                                                    |                                                                                    | |                                                                          |
| Хутірська                 | Пронятин                  | Хутірська                                                                            | Хутірська                                                                          | (Пронятин) | (Пронятин)                                                               |
| Цегельний                 | Дружба                    | Цегельний, пров.                                                                     | Цегляна, Цегельний пров.                                                           | Цегляна | (Петрики)                                                                |
| Циганська                 | Новий Світ                | Циганська                                                                            | Комбінатна                                                                         | – | –                                                                        |
| Цимбалістого              | Березовиця                | Михайла Цимбалістого                                                                 | –                                                                                  | – | –                                                                        |
| Чайковського              | Східний                   | Андрія Чайковського                                                                  | П. Чайковського                                                                    | – | –                                                                        |
| Чарнецького               | Старий парк               | Степана Чарнецького                                                                  | Тургенєва                                                                          | – | –                                                                        |
| Чернівецька               | Оболоня                   | Чернівецька                                                                          | Пензенська, Чернівецька                                                            | – | &#8211                                                                   |
| Чорновола                 | Центр                     | В'ячеслава Чорновола (донедавна — Залізнична)                                        | Червоноармійська                                                                   | Аґенора Ґолуховського, Колійова, Ю. Пілсудського (з 1927) | Горбата (частково), Аґенора, Колійова, С. Петлюри (1918)                 |
| Чубинського               | Канада                    | Павла Чубинського                                                                    | Кирпоноса                                                                          | – | –                                                                        |
| Чумацька                  | Дружба                    | Чумацька                                                                             | Заозерна + Заозерна-бічна                                                          | (Загребелля) | (Загребелля)                                                             |
| Шагайди                   | Східний                   | Степана Шагайди                                                                      | Димитрова                                                                          | – | –                                                                        |
| Шашкевича                 | Центр                     | Маркіяна Шашкевича                                                                   | Промислова, Кучеренка                                                              | Барона Гірша | Барона Гірша                                                             |
| Шептицького               | Центр, Оболоня            | Андрея Шептицького                                                                   | Маяковського                                                                       | Шептицьких | Широка                                                                   |
| Шкільна                   | Березовиця                | Шкільна                                                                              | Шкільна                                                                            | (Велика Березовиця) | –                                                                        |
| Шкільний                  | Березовиця                | Шкільний, пров.                                                                      |                                                                                    | |                                                                          |
| Шопена                    | Старий парк               | Фридерика Шопена                                                                     | Шопена                                                                             | Ф. Шопена | Ф. Шопена                                                                |
| Шпитальна                 | Центр                     | Шпитальна                                                                            | Шпитальна, Семашка                                                                 | Шпитальна | Шпитальна                                                                |
| Шухевича                  | Старий парк               | Романа Шухевича                                                                      | Кірова                                                                             | В. Баворовського | В. Баворовського                                                         |
| Юності                    | Дружба                    | Юності                                                                               | Юності                                                                             | – | –                                                                        |
| Юрчака                    | Оболоня                   | Василя Юрчака                                                                        | Живова бічна                                                                       | – | –                                                                        |
| Яблунева                  | Кутківці                  | Яблунева                                                                             | Яблунева                                                                           | (Кутківці) | (Кутківці)                                                               |
| Яреми                     | Сонячний                  | Якима Яреми                                                                          | –                                                                                  | – | –                                                                        |
| Яремчука                  | Дружба                    | Назарія Яремчука                                                                     | Будівельників                                                                      | (Загребелля) | (Загребелля)                                                             |
| Ярмуша                    | Березовиця                | Василя Ярмуша                                                                        | Піонерська                                                                         | (Велика Березовиця) | –                                                                        |
| Ясна                      | Новий Світ                | Ясна                                                                                 | Ясна                                                                               | Ясна | Ясна                                                                     |

## Історичні
У наступній таблиці подаються вулиці, які нині не існують.
| Назва за абеткою | Розташування (мікрорайон) | Сучасна офіційна назва | Радянська назва (1939—1941, 1944—1991) | За Польщі (1920—1939)      | За Австро-Угорщини (1867—1918) |
| ---------------- | ------------------------- | ---------------------- | -------------------------------------- | -------------------------- | ------------------------------ |
| Дорошівка        |                           |                        | Павлова (за колією)                    | Дороша (кінець)            | Дороша (кінець)                |
| –                |                           |                        | Коллонтая, Ф. Енгельса                 | М. Шашкевича, Г. Коллонтая | М. Шашкевича                   |
| –                |                           |                        | Окружна                                | (Велика Березовиця)        | –                              |
| –                |                           |                        | Площа 60-річчя СРСР                    |                            |                                |
| –                |                           |                        | Площа 40-річчя Сталінградської битви   |                            |                                |

Вулиці, які були забудовані після 1944 року (розташування та польська назва за даними планів міста 1908 та 1938 років):
| Назва за абеткою | Мікрорайон, місцевість | Сучасне розташування                                                                                                   | Офіційна польська назва (до 1944) |
| ---------------- | ---------------------- | --- | --------------------------------- |
| Байковецька      |                        | |                                   |
| Весела бічна     | Старий Парк            | відходила від вул. Веселої на схід, в районі сучасних вул. Бордуляка та Леонтовича                                     | Wesoła Boczna                     |
| Вища Подільська  | Центр, Поділ           | північніше і паралельно вул. Старий Поділ                                                                              | Podolska Wyższa                   |
| Вільна           |                        | |                                   |
| Гусяча, Зарічна  | Центр, Поділ           | починалася від сучасної вул. Старий Поділ і тягнулася до старого русла р. Серет, в районі сучасного ресторану «Ковчег» | Gęsia                             |
| Дика             |                        | |                                   |
| Жидівська        |                        | |                                   |
| Замкова          | Центр                  | тягнулася в сторону ставу між Старим Замком та сучасним Перинатальним центром                                          | Zamkowa                           |
| За Тором         | Оболоня, Гаї           | частина сучасної вул. Подільської, продовжувалася далі до вул. Гайової вздовж залізниці                                | Za Torem                          |
| Заяча            |                        | |                                   |
| Коротка          | Центр                  | з'єднувала вул. Руську і Багата неподалік сучасної вул. Шашкевича                                                      | Krótka                            |
| Кошарова         | Центр                  | частина сучасної вул. Замкової від перетину з вул. Грушевського до Перинатального центру                               | Koszarowa                         |
| Крива            |                        | |                                   |
| Лінда            | Центр, Поділ           | тягнулася від вул. Руської до вул. Старий Поділ, на схід і паралельно до вул. Паращука                                 | Lindego                           |
| Й. Перля         | Центр                  | паралельно вул. Руській та майдану Волі, тягнулась від сучасної вул. Замкової до вул. Патріарха Йосифа Сліпого         | Perla                             |
| Піша             | Новий Світ             | тягнулась попід залізницю від вул. Котляревського до Нечая                                                             | Piesza                            |
| Сільська         |                        | |                                   |
| Срібна           | Центр                  | між вул. Багата та Руською                                                                                             | Srebrna                           |
| Ставова          | Центр, Підзамче        | приблизно відповідає набережній алеї в парку ім. Т. Шевченка від Старого Замку до Надставної церкви                    | Stawowa                           |
| Стшалковського   | Центр, Підзамче        | тягнулася в сторону ставу від сучасної вул. Замкової в районі готелю «Тернопіль»                                       | Strzalkowskiego                   |
| Л. Фінкеля       | Центр                  | між вул. Словацького та Камінною                                                                                       |                                   |
| Цвинтарна        | Оболоня, Рогатка       | частина Замонастирського пров.                                                                                         | Cmentarzna                        |
| Т. Чацького      | Центр, Поділ           | між вул. Старий Поділ та Руською, нижче вул. Багата                                                                    | Czackiego                         |